# Веденеев, Рудольф Борисович
Рудо́льф Бори́сович Ведене́ев (3 мая 1939, Пермь — 21 апреля 2018, там же) — советский и российский художник-скульптор, политический заключённый.

## Биография
Родился в Перми 3 мая 1939 года. В 1967 году поступил на заочное отделение исторического факультета Пермского государственного университета. Работал бригадиром грузчиков на одном из пермских заводов. Учился в художественной школе в Перми, в группе, готовящихся поступать в художественные вузы.
В 1969 году начал работать лепщиком в мастерских при Союзе художников. В 1970 году работал над оформлением Дворца культуры в посёлке Уральский.
11 сентября 1970 года арестован за чтение и хранение самиздатовской литературы. Проходил по одному делу с рабочим, правозащитником Олегом Воробьевым, отказался дать показания против него.
12 февраля 1971 года был осужден Пермским областным судом по статье 190-1 на 3 года лишения свободы. Вину не признал, отказался подать кассационную жалобу.
В 1971—1972 годах находился в заключении в Пермской области (бывший Кизеллаг). Работал на распилке леса и погрузке вагонов. В конце 1972 года освобожден по амнистии в связи с пятидесятилетием образования СССР.
В 1972—1974 годах учился в Нижнетагильском государственном педагогическом институте на художественно-графическом факультете.
С 1982 года — член Союза художников РФ. В 1989 году вошёл в число победителей Открытого всесоюзного конкурса на памятник жертвам беззакония и репрессий в Москве.
В 1993 году реабилитирован Прокуратурой Пермской области.
в 1995—1997 годах — председатель Пермской организации Союза художников РФ.

## Семья
Отец — Борис Петрович Веденеев (1907—1942), уроженец Ленинграда, технолог Пермского трамвайного депо. Мать — Любовь Семеновна Рогозина (1914—2001), уроженка Тверской области, из крестьянской семьи.
Брат: Рэм (Арнольд, р. 1935), сестра — Инна (р. 1940).
Сын — Артемий (р. 1964), протоиерей Русской православной церкви.
Дочь — Варвара (р. 1974).

## Творчество
Автор памятников Петру Субботину-Пермяку и Борису Пастернаку, скульптурных портретов Осипа Мандельштама, Варлама Шаламова, Алексея Домнина, великого князя Михаила Романова и др.
В Перми создана инициативная группа, которая предлагает установить в Перми или крае памятник жертвам политических репрессий «Жертвоприношение» авторства Рудольфа Веденеева.